# فونتكوبيرتا
بلدية فونتكوبيرتا (بالإسبانية: Fontcuberta) هي بلدية تقع في مقاطعة جرندة التابعة لمنطقة كتالونيا شمال شرق إسبانيا.

## الديموغرافيا
بلغ عدد سكان بلدية فونتكوبيرتا 1.349 نسمة عام 2011 (وفقاً للمعهد الوطني الإسباني للإحصاء).
| 1.015 | 1.077 | 1.176 | 1.137 | 1.212 | 1.251 | 1.349 |